# IC 3134
IC 3134 ist eine linsenförmige Galaxie vom Hubble-Typ S0-a im Sternbild Virgo. Sie ist schätzungsweise 194 Millionen Lichtjahre von der Milchstraße entfernt.
Das Objekt wurde am 12. Februar 1900 von Arnold Schwassmann entdeckt.